# Frea strandiella
Frea strandiella là một loài bọ cánh cứng trong họ Cerambycidae.